# Adelantando
Adelantando è il sesto album del gruppo spagnolo Jarabe de Palo, pubblicato nel 2007. Nell'edizione italiana è stato inserito il brano Mi piace come sei, realizzato con la collaborazione di Niccolò Fabi.
All'interno del brano Adelantando vi è inoltre un passaggio in cui il cantante Pau riprende il ritornello di Penso positivo dell'amico Jovanotti, traducendolo in spagnolo per l'occasione.

## Tracce
1. Adelantando – 3:37
2. Olé – 3:44
3. No escondas tu corazón – 3:47
4. Avisa a tu madre – 3:13
5. Me gusta como eres – 3:46
6. Blablabla – 3:36
7. Déjame vivir – 3:39
8. Voy a llevármela leve – 3:39
9. No te duermas – 3:26
10. Estamos prohibidos – 3:16
11. A tu lado – 3:42

## Formazione

### Gruppo
- Pau Dones - voce
- Carmen Niño - basso

### Altri musicisti
- Pedro Barcelo - batteria
- Charlie Cepeda - chitarra, tastiera
- Diego Cortes - chitarra flamenco
- Jorge Rebenaque - pianoforte, fisarmonica
- Daniel Gioia - percussioni

## Classifiche
| Classifica (2007) | Posizione massima |
| ----------------- | ----------------- |
| Italia            | 49                |
| Spagna            | 15                |